# انتظار يقظ
الانتظار اليقظ (أيضًا يُطلق عليه شاهد وانتظر) (بالإنجليزية: watchful waiting)‏، اختصارًا WAW هو أسلوب للتعامل مع المشكلة الطبية يُسمح فيه بمرور الوقت قبل التدخل الطبي أو استخدام العلاج، أثناء تلك الفترة يمكن أن يتم عمل فحوصات متكررة.
يوجد مصطلحات ذات صلة مثل التدبير التوقعي والمراقبة النشطة والخمول المتقن، ويستخدم مصطلح الخمول المتقن أيضًا في السياقات غير الطبية.
يمكن التمييز بين الانتظار اليقظ والمراقبة الطبية ولكن بعض المصادر تعتبر المصطلحين متساويين، عادةً ما يكون الانتظار اليقظ عملية خارجية (خارج المستشفى)، وقد تستغرق أشهر أو سنوات، في المقابل عادة ما تكون المراقبة الطبية عملية للمرضى الداخليين وغالبًا ما تنطوي على مراقبة متكررة أو حتى مستمرة وقد تستغرق ساعات أو أيام.

## الاستخدامات الطبية
يُنصح بالانتظار اليقظ في كثير من الأحيان في المواقف التي يكون فيها احتمالية عالية للتعافي الذاتي إذا كان هناك قدر كبير من عدم اليقين فيما يتعلق بالتشخيص، وقد تفوق مخاطر التدخل أو العلاج الفوائد.
غالبًا ما يوصى بالانتظار اليقظ للكثير من الأمراض الشائعة مثل التهاب الأذن ؛ لأن غالبية الحالات تتعافى تلقائيًا فغالبًا ما يتم وصف المضادات الحيوية بعد عدة أيام من الأعراض، كما أنها إستراتيجية تستخدم بشكل متكرر في الجراحة قبل إجراء عملية محتملة، عندما يكون من الممكن أن تتحسن الأعراض (على سبيل المثال ألم البطن ) بشكل طبيعي أو تصبح أسوأ.
تشمل الأمثلة الأخرى ما يلي:
- تشخيص وعلاج تضخم البروستاتا الحميد
- الاكتئاب[10]
- التهاب الأذن الوسطى[11]
- الفتق المغبني
- سلوكيات غريبة عند الرضع
- المراقبة الفعالة لسرطان البروستاتا
- حصى الكلى التي لا يظهر لها أعراض

## المعالجة

### الانتظار اليقظ
في العديد من التطبيقات يتمثل أحد المكونات الرئيسية للانتظار اليقظ في استخدام شجرة قرار صريحة أو بروتوكول آخر لضمان الانتقال في الوقت المناسب من الانتظار اليقظ إلى شكل آخر من أشكال الإدارة حسب الحاجة، هذا أمر شائع بشكل خاص في التدبير اللاحق للجراحة للناجين من السرطان الذين يشكل لديهم تكرار السرطان مصدر قلق كبير.

### الملاحظة الطبية
عادة يتم الاحتفاظ بالمرضى الذين يخضعون للمراقبة وفقًا لسياسة المستشفى للمراقبة لمدة 24 أو 48 ساعة فقط قبل خروجهم أو قبولهم كمرضى داخليين، يمكن أن يلعب التأمين دورًا في كيفية تعريف «الملاحظة» (على سبيل المثال لا تدعم مؤسسة Medicare الأمريكية خدمات المراقبة لأكثر من 48 ساعة).